# Cô gái đại dương
Cô gái đại dương (tựa gốc: Ocean Girl, tựa tại Anh: Ocean Odyssey) là một loạt phim khoa học viễn tưởng do Úc sản xuất phục vụ đối tượng xem là các khán giả thiếu nhi và toàn thể gia đình. Bộ phim xoay quanh nhân vật chính là cô gái Neri có năng lực siêu nhiên do Marzena Godecki thủ vai. Bối cảnh phim diễn ra trong tương lai, các tình huống tập trung vào cô gái dị thường Neri sống cô lập trên một hòn đảo nhỏ giữa đại dương, và mối quan hệ giữa cô với ORCA (viết đầy đủ: Oceanic Research Centre of Australia; tạm dịch: Trung tâm nghiên cứu khoa học đại dương Úc).
Cô gái đại dương cũng là tên một loạt phim hoạt hình ăn theo, với tựa gốc là: The New Adventures of Ocean Girl, được phát sóng từ năm 2000 đến năm 2001 nhưng có mạch truyện khác hẳn với bộ phim truyền hình.
Tại Việt Nam, bộ phim truyền hình được phát trên kênh VTV3 năm 1999 và phim hoạt hình được phát sóng trên kênh HTV7 năm 2002. Vào tháng 2 năm 2014, phim chiếu trên kênh HTV3 với phiên bản lồng tiếng Việt.

## Ý tưởng
Bản mẫu:Thỉnh cầu
Cô gái đại dương là bộ phim truyền hình dài tập với cách dẫn truyện rải rác và nội dung nhẹ nhàng hấp dẫn người xem từ tập phim đầu cho đến khi câu chuyện kết thúc. Câu chuyện viễn tưởng diễn ra ở tương lai tại nước Úc, với chủ đề sự sống trong lòng biển.
Neri, tên nhân vật chính, là một cô gái trẻ sở hữu năng lực siêu nhiên, có thể lặn sâu vào lòng biển, sinh hoạt và trò chuyện như người thân của các sinh vật biển. 

## Phân vai
- Marzena Godecki, vai Neri
- David Hoflin, vai Jason Bates
- Jeffrey Walker, vai Brett Bates
- Alex Pinder, vai tiến sĩ Winston Seth
- Kerry Armstrong, vai tiến sĩ Dianne Bates (Phần 1 & 2)
- Liz Burch, vai tiến sĩ Dianne Bates (Phần 3 & 4)
- Gregory Ross, vai Paul Bates (Phần 4)
- Lauren Hewett, vai Mera

## Phát sóng
Bộ phim được phát sóng lần đầu trên kênh Network Ten (Úc) trong bốn năm từ 1994 đến 1998. Sau lần phát sóng nội địa thành công, bộ phim được phủ sóng rất nhiều nơi như: trên kênh Disney (Mỹ), Discovery Kids (Vương quốc Anh), YTV (Canada), ZDF và KI.KA (tại Đức), RTÉ Two (Ireland), RTL4 (Hà Lan), NRK (Na Uy) và kênh Canal Panda (Bồ Đào Nha). Hệ thống kênh Disney chỉ phát sóng ba phần đầu của bộ phim. Còn Discovery Kids thì phát sóng trọn bộ phim, ngoài ra còn phát lại nhiều lại cho tới năm 2003. Hai phần đầu của bộ phim cũng được phát sóng tại Nam Phi trên kênh SABC tại cùng thời điểm phát sóng của Úc.
Tại Anh, bộ phim do BBC 2 phát sóng nhưng được đặt tựa đề mới là Ocean Odyssey. Lần đầu là vào năm 1997, và sau đó tiếp tục phát vào năm 2002. Năm 2004, bộ phim được phát sóng hoàn chỉnh và liên tục. Gần đây, bộ phim cũng xuất hiện trên sóng ABC (Úc), cũng như kênh riêng ABC Kids vào giữa trưa.
Tại Việt Nam, bộ phim được phát sóng trọn vẹn trên kênh VTV3-Đài truyền hình Việt Nam với 81 kì phát sóng (thay vì 78 như tại quốc gia bản địa), TVM Corp. đã mua bản quyền và phát sóng vào tháng 2 năm 2014 trên kênh HTV3 với phiên bản lồng tiếng Việt.

## Phát hành DVD
Umbrella Entertainment đảm nhận công tác phân phối tác phẩm này bằng đĩa DVD. Phần một được ra mắt ngày 07/11, 2005; phần hai ra ngày 03/03, 2007; phần kế ra ngày 30/06, 2008 và phần cuối phát hành ngày 27/06, 2009. Tất cả bộ đĩa DVD đều được mặc định dùng hệ PAL và chỉ chạy trên đầu DVD có hỗ trợ chức năng playback (đối với máy tính thì không có hạn chế này). Các đĩa đều được đánh mã vùng DVD 1, 2, 3, 4, 5 & 6.